# أكسيد المنغنيز الثنائي
أكسيد المنغنيز الثنائي (أو أحادي أكسيد المنغنيز) هو مركب كيميائي صيغته MnO، وهو أحد أكاسيد عنصر المنغنيز. يوجد هذا المركب في الشروط القياسية على هيئة مسحوق بلوري أخضر اللون.

## الوفرة الطبيعية والتحضير
يوجد هذا المركب طبيعياً في معدن المنغنوسيت. أما مخبرياً فيحضر من اختزال أكسيد المنغنيز الرباعي. يمكن أن تجرى عملية الاختزال بواسطة أحادي أكسيد الكربون أو الهيدروجين:
{\displaystyle \mathrm {MnO_{2}+CO\longrightarrow MnO+CO_{2}} }
{\displaystyle \mathrm {MnO_{2}+H_{2}\longrightarrow MnO+H_{2}O} }
كما يمكن أن يحضر من التفكك الحراري لمركب كربونات المنغنيز الثنائي:
{\displaystyle \mathrm {MnCO_{3}\longrightarrow MnO+CO_{2}} }

## الخواص
يوجد المركب في الشروط القياسية على هيئة مسحوق بلوري أخضر، وهو غير منحل في الماء. يتبلور المركب وفق نظام بلوري مكعب.

## الاستخدامات
يستخدم أكسيد المنغنيز الثنائي حفّازاً في عدد من الصناعات، مثل تحضير الكحول الأليلي؛ بالإضافة إلى استخدامه في صناعة السيراميك والدهانات والزجاج الملون والأنسجة والصباغات.